# Mario Saetti

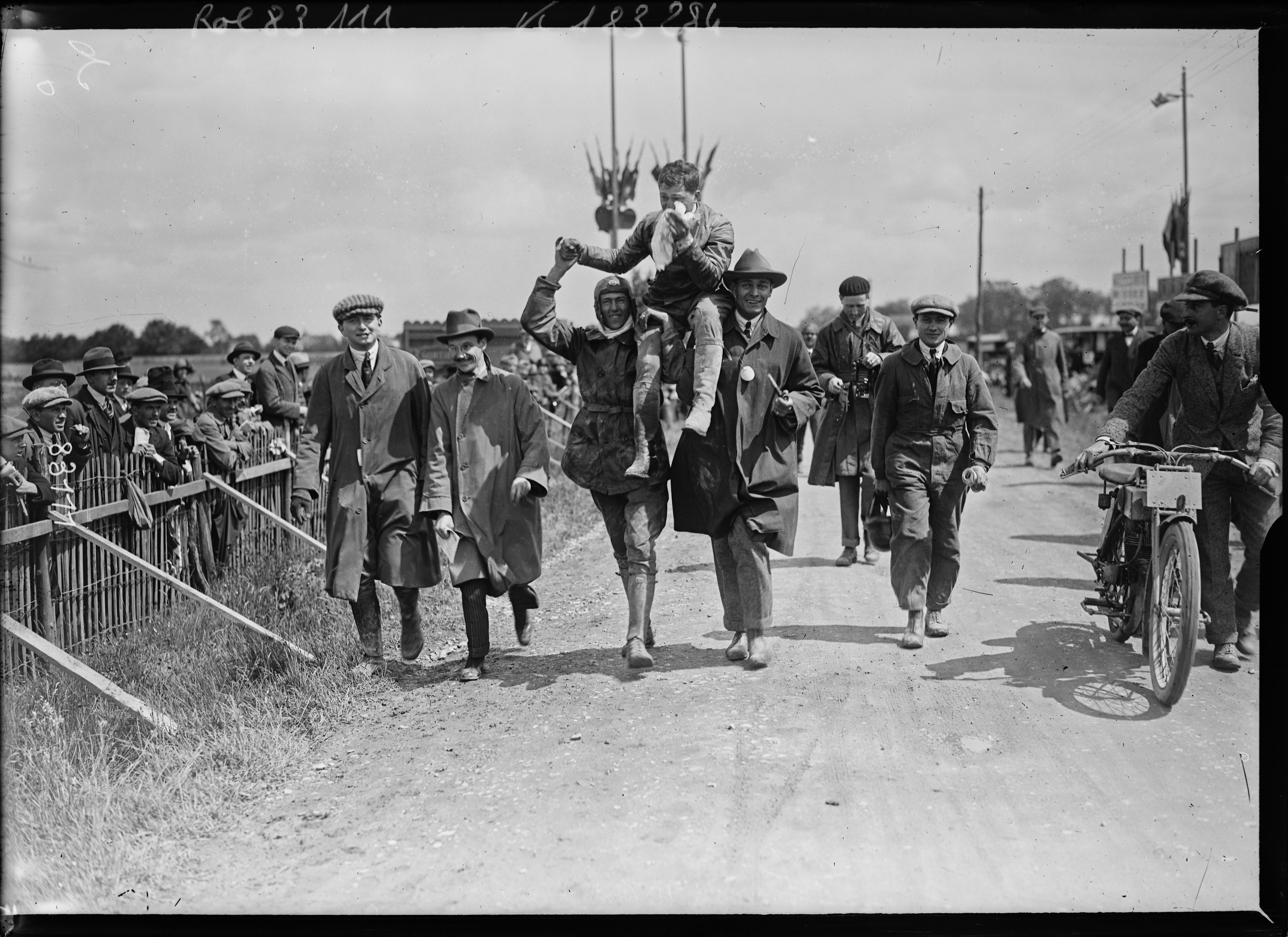
Mario Saetti, Sieger auf Garelli 350 (rechts) beim 13. Großer Preis von Lyon am 10. Mai 1923

Mario Saetti (* 11. April 1902 in Mailand; † 15. Mai 1927 in Ravenna) war ein italienischer Motorrad- und Automobilrennfahrer.

## Leben
Mario Saetti war in der ersten Hälfte der 1920er-Jahre im Motorradsport aktiv. Im Jahr 1924 wurde er bei der im Rahmen des IV. Großen Preises der Nationen ausgetragenen Motorrad-Europameisterschaft Dritter im Rennen der 350-cm³-Klasse. Er musste sich mit seiner Bianchi auf dem Circuito di Milano nur dem Briten Jimmie Simpson (A.J.S.) und seinem Landsmann Isacco Mariani (Garelli) geschlagen geben. Im folgenden Jahr fand die Motorrad-Europameisterschaft wiederum im Rahmen des Nationen-Grand-Prix in Monza statt. Diesmal belegte Saetti auf Norton im Halbliterrennen hinter seinen Landsmännern Mario Revelli di Beaumont (GR-J.A.P.) und Pietro Ghersi (Moto Guzzi) den dritten Rang. In der Italienischen Straßenmeisterschaft gewann er in dieser Saison den Titel in der 500-cm³-Klasse.
Im Jahr 1927 wechselte Mario Saetti zum Automobilsport. Bei seinem ersten Autorennen, dem Circuito del Savio in der Nähe von Ravenna am 15. Mai desselben Jahres, verunglückte er tödlich. Saetti lag in der 13. von 20 Runden mit seinem 1,5-Liter-Maserati auf dem dritten Platz in seiner Klasse, als die Führenden Gaspare Bona und Gastone Brilli-Peri ihn überrunden wollten. Saetti steuerte in Richtung Straßenrand, verlor dabei allerdings die Kontrolle über sein Fahrzeug, prallte gegen eine Mauer, überschlug sich und landete in einem Wassergraben. Er zog sich dabei so schwere Verletzungen zu, dass er beinahe auf der Stelle tot war. Das Circuito-del-Savio-Rennen wurde zwar noch zu Ende gefahren, aber danach nie wieder ausgetragen.

## Erfolge
- 1925 – Italienischer 500-cm³-Meister auf Norton